# SpaceX CRS-5
SpaceX CRS-5 (SpX-5) – misja statku transportowego Dragon, wykonana przez prywatną firmę SpaceX na zlecenie amerykańskiej agencji kosmicznej NASA w ramach programu Commercial Resupply Services w celu zaopatrzenia Międzynarodowej Stacji Kosmicznej.

## Przebieg misji
Rozpoczęcie misji miało nastąpić w grudniu 2014 roku, jednak zostało przesunięte na 6 stycznia 2015, gdyż konieczne okazało się wykonanie dodatkowych testów przed startem. 6 stycznia procedura startowa została wstrzymana na minutę i 21 sekund przed włączeniem silników, gdyż zauważono problem z systemem ciągu wektorowego w drugim stopniu rakiety Falcon 9 v1.1. W efekcie start został przełożony najpierw na 9 stycznia, a potem na 10 stycznia. Ostatecznie start misji nastąpił 10 stycznia 2015 roku o 09:47:10 czasu UTC. Rakieta nośna Falcon 9 wystartowała ze statkiem Dragon z platformy startowej SLC-40 z kosmodromu Cape Canaveral Air Force Station. W ciągu dwóch dni na orbicie Dragon zbliżył się do ISS i 12 stycznia 2015 o 10:54 UTC został uchwycony przez mechaniczne ramię Canadarm2. Następnie został on przyciągnięty do portu dokującego w module Harmony i o 13:54 UTC nastąpiło jego cumowanie do stacji.
Po tym gdy pierwszy stopień rakiety Falcon 9 zakończył swoje zadanie i odłączył się od reszty, wykonano próbę jego lądowania na specjalnej barce na Atlantyku. Odłączony pierwszy stopień wykonał szereg manewrów, dzięki którym powrócił w niskie warstwy atmosfery. Trafił on w wyznaczoną barkę, jednak lądowanie nie powiodło się. Okazało się, że zużyty został cały płyn hydrauliczny w systemie stabilizacyjnym, co doprowadziło do zbyt twardego lądowania, przewrócenia się pierwszego stopnia rakiety i jego eksplozji.
Statek Dragon pozostał zadokowany do ISS przez 29 dni. Jego odcumowanie nastąpiło 10 lutego 2015 roku o 17:11 UTC. Następnie Dragon został odciągnięty od stacji przez Canadarm2 i wypuszczony o 19:10 UTC. Po oddaleniu się od ISS wykonano manewr deorbitacji pozwalający na wejście wypełnionej materiałami z ISS kapsuły powrotnej w atmosferę. Lądowanie nastąpiło 11 lutego 2015 o 00:44 UTC na wodach Wschodniego Pacyfiku ok. 700 km na zachód od wybrzeża Kalifornii.

## Ładunek
W module ciśnieniowym Dragona znajdowało się 2395 kg zaopatrzenia dla ISS (masa netto 2317 kg), w tym:
- 577 kg materiałów do eksperymentów naukowych z NASA, JAXA i ESA,
- 678 kg urządzeń potrzebnych do sprawnego funkcjonowania stacji (m.in. wyposażenie systemów podtrzymywania życia, kontroli środowiska wewnątrz stacji i zasilania w energię elektryczną),
- 490 kg środków dla załogi (m.in. żywność i środki higieny osobistej),
- 16 kg urządzeń elektronicznych (sprzęt fotograficzny i audiowizualny oraz urządzenia do przechowywania danych),
- 23 kg wyposażenia potrzebnego do spacerów kosmicznych,
- 39 kg sprzętu do rosyjskiego segmentu stacji.

Częścią ładunku Dragona był również ważący 494 kg Cloud Aerosol Transport System. Jest to lidar służący do monitorowania zasięgu chmur i aerozoli atmosferycznych, który został później zamontowany na zewnętrznej platformie modułu Kibō. Badania wykonane przy wykorzystaniu tego urządzenia mogą przyczynić się do udoskonalenia modeli klimatycznych, ale również przyczynić się do przyszłych badań atmosfery Marsa czy Jowisza.
Statek Dragon zabrał także na orbitę trzy nanosatelity. Dwa z nich to CubeSaty Flock 1d, które są częścią konstelacji do obserwacji Ziemi firmy Planet Labs. Zostały one umieszczone w otwartej przestrzeni kosmicznej 3 marca 2015 roku przy pomocy specjalnego dyspensera z pokładu ISS. Trzeci satelita to brazylijski CubeSat AESP-14, który ma zbadać mechanizm działania zakłóceń plazmowych w okolicach równika, które zakłócają sygnał radiowy i dokładność nawigacji satelitarnej. AESP-14 został umieszczony w otwartej przestrzeni kosmicznej 5 lutego 2015 roku w podobny sposób jak satelity Flock, jednak nie odebrano od niego żadnego sygnału.
Po rozładowaniu statku Dragon, został on wypełniony materiałami, które miały powrócić na Ziemię. W sumie w kapsule powrotnej znalazło się 1662 kg ładunku (netto: 1332 kg), w tym:
- 752 kg materiałów z zakończonych eksperymentów naukowych,
- 232 kg zużytych urządzeń wyposażenia stacji,
- 21 kg środków od załogi,
- 1 kg zużytych urządzeń elektronicznych,
- 86 kg wyposażenia wykorzystanego podczas spacerów kosmicznych,
- 205 kg zużytych przedmiotów i śmieci do utylizacji,
- 35 kg środków z rosyjskiego segmentu stacji.

Częścią ładunku powrotnego Dragona było również sześć nanosatelitów Flock 1b, które były na ISS przez 212 dni, jednak w tym czasie nie zostały umieszczone w otwartej przestrzeni kosmicznej.

## Galeria

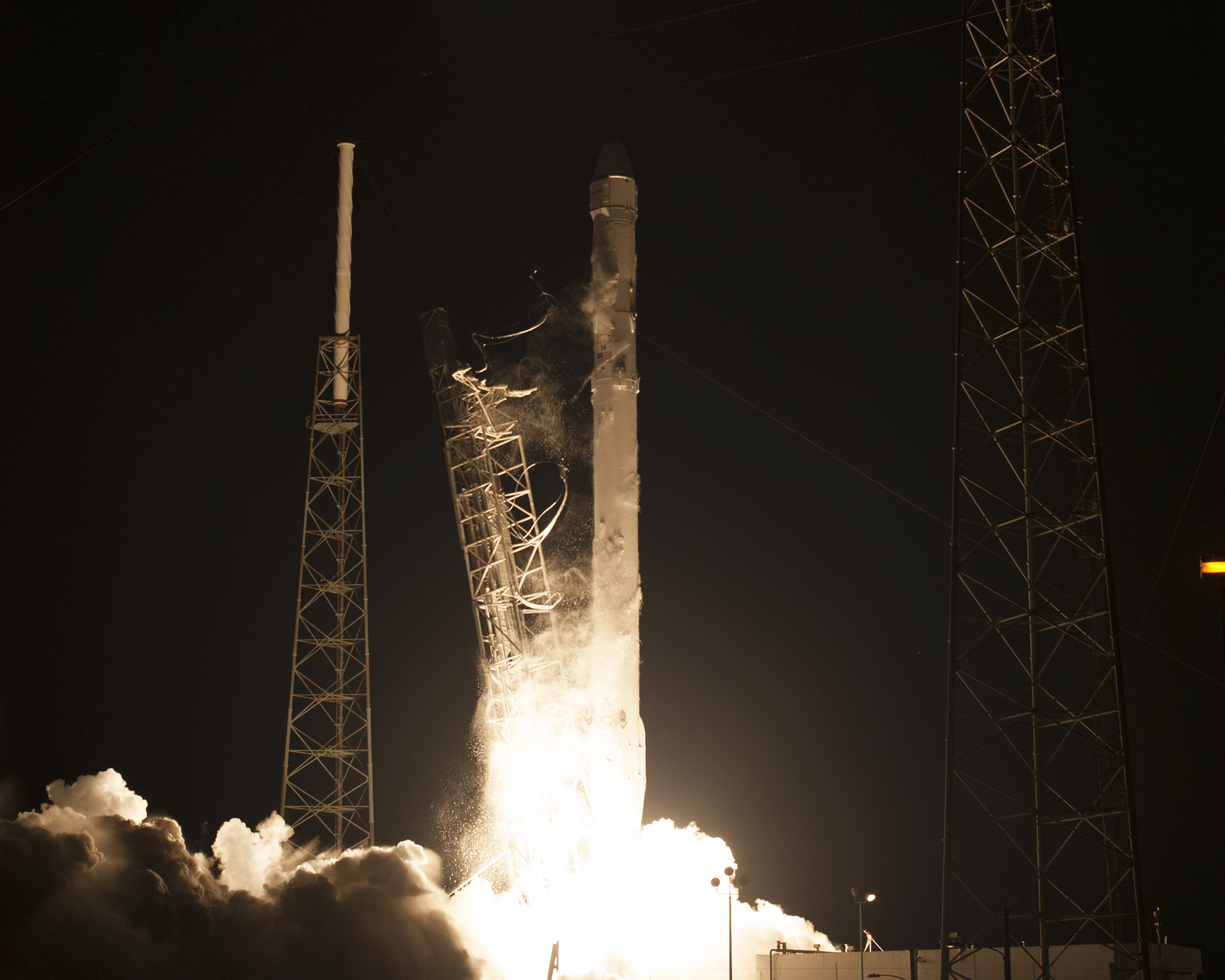
Start rakiety Falcon 9 w ramach misji SpX-5
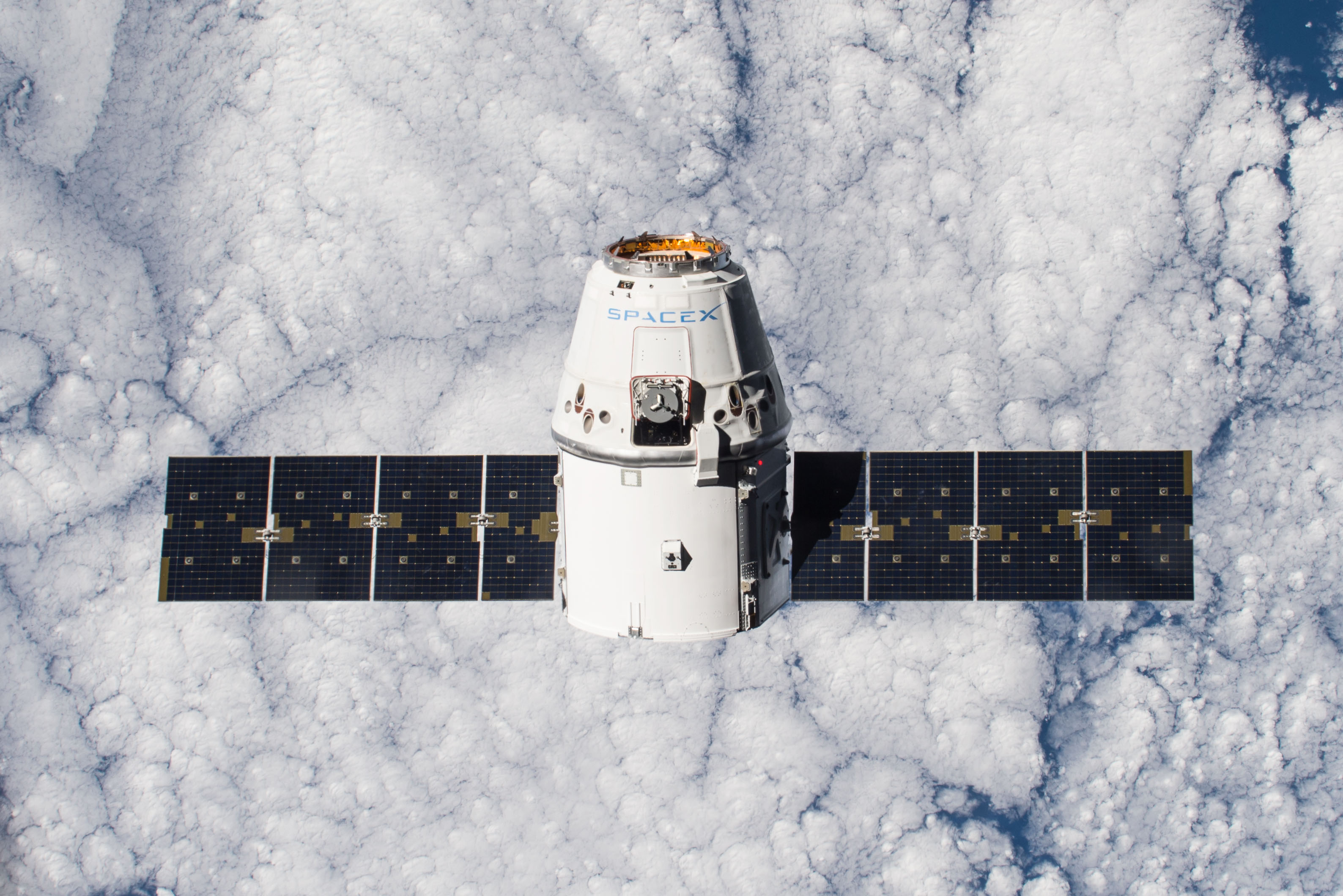
Statek Dragon zbliżający się do ISS
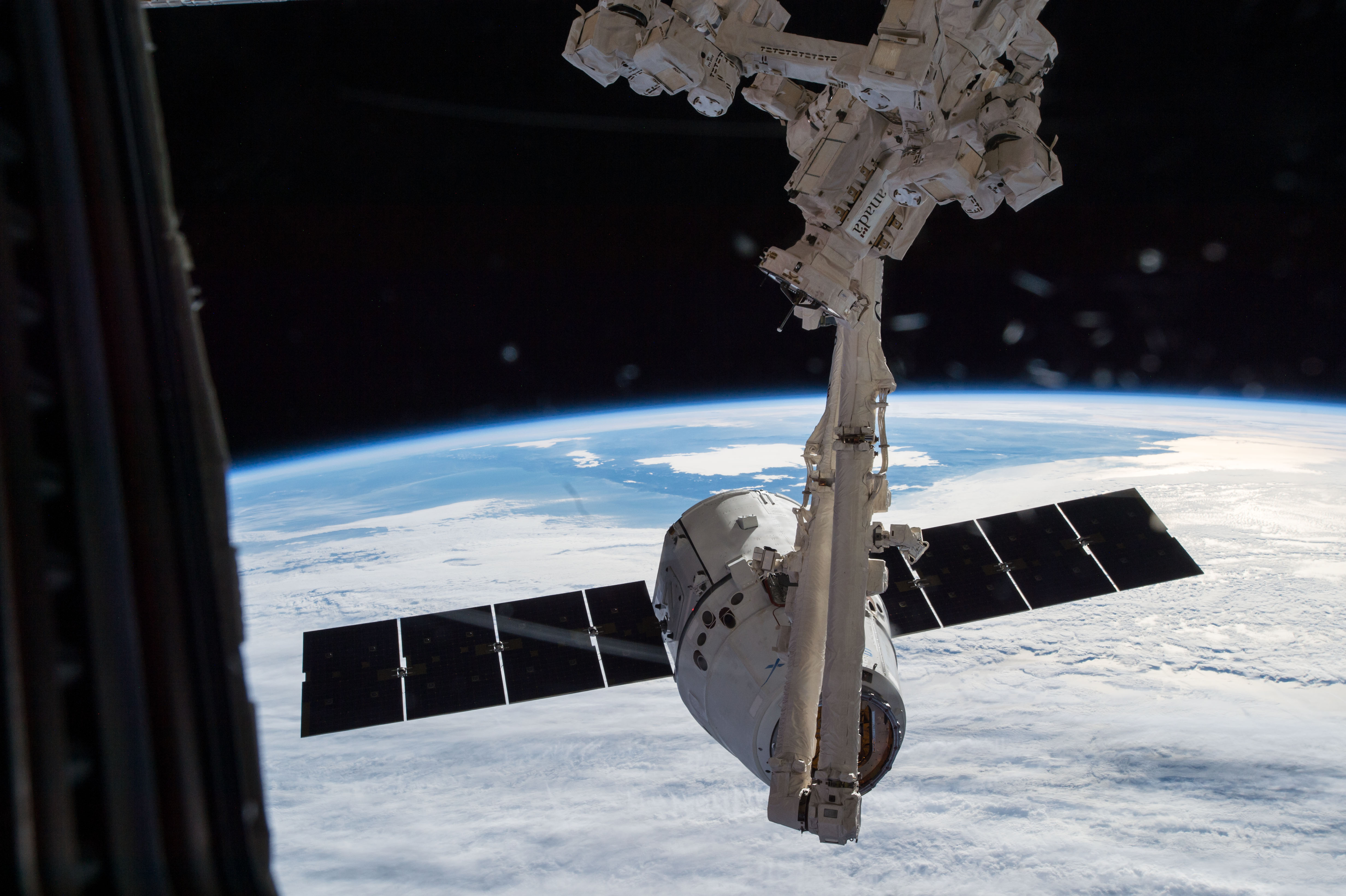
Dragon uchwycony przez Canadarm2
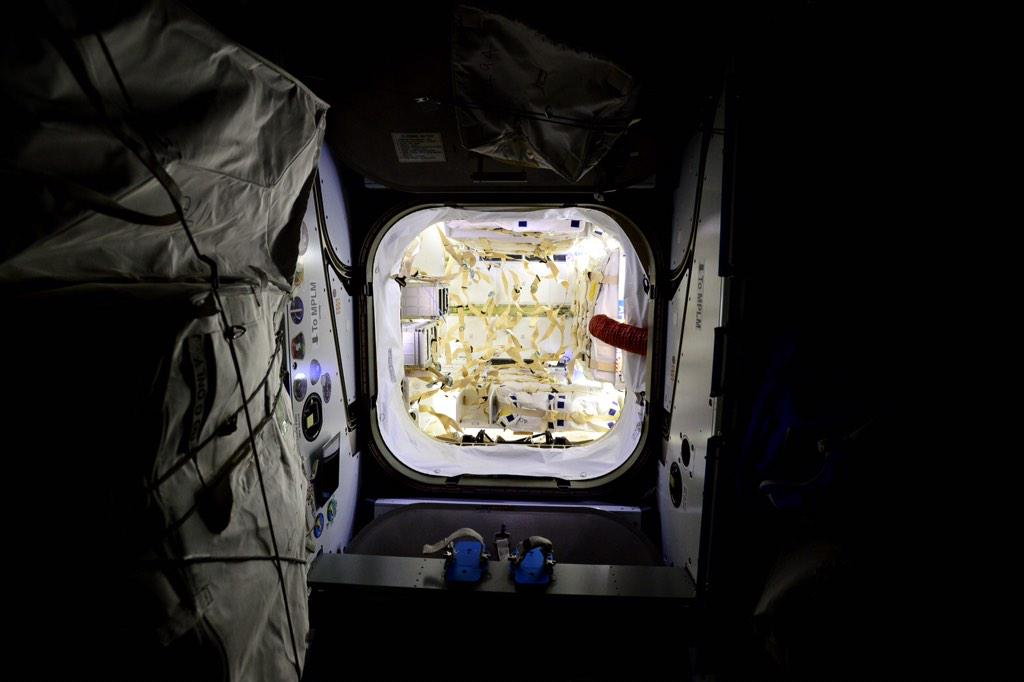
Otwarty właz wejściowy do statku Dragon w module Harmony
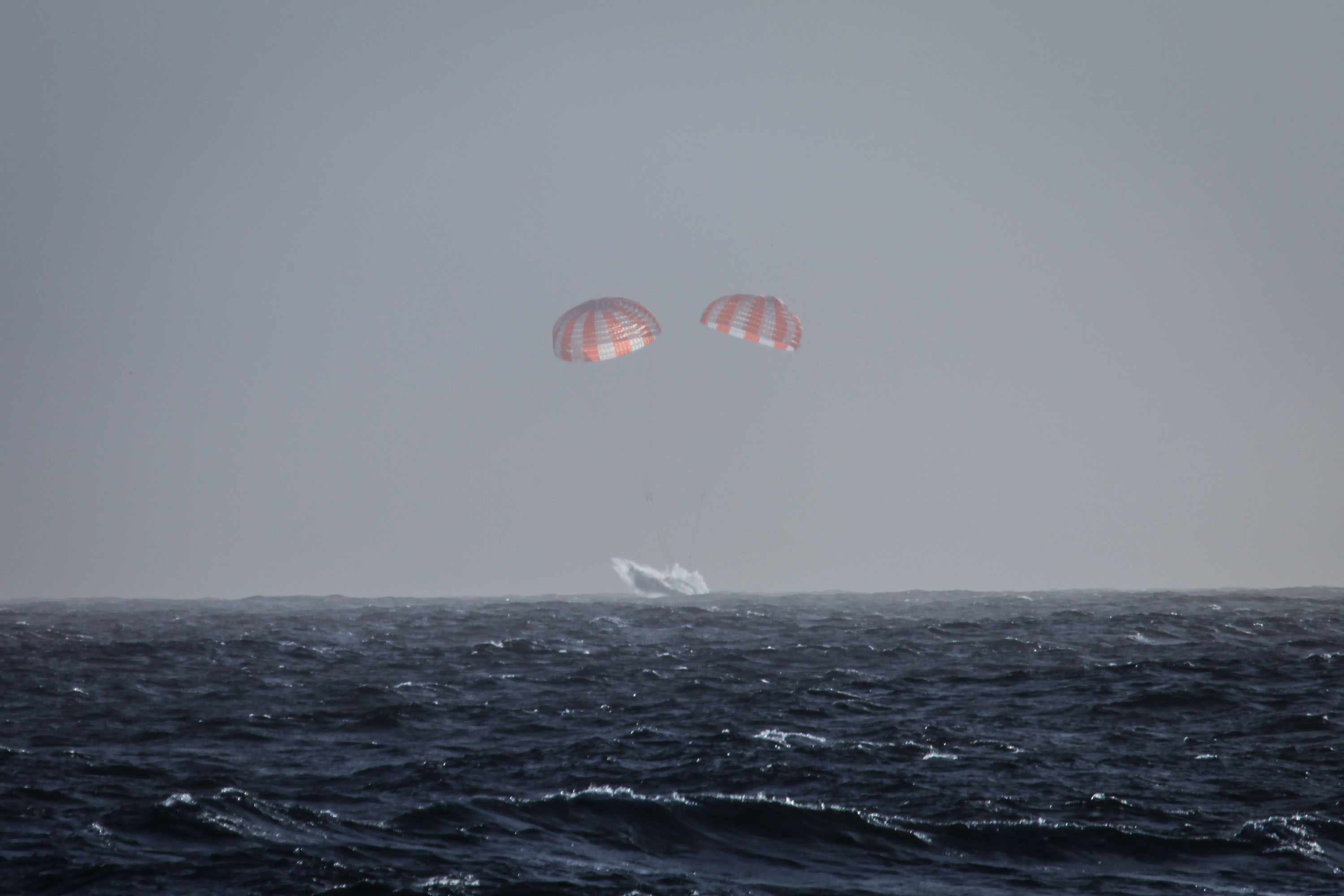
Kapsuła powrotna statku Dragon ląduje w wodach Pacyfiku
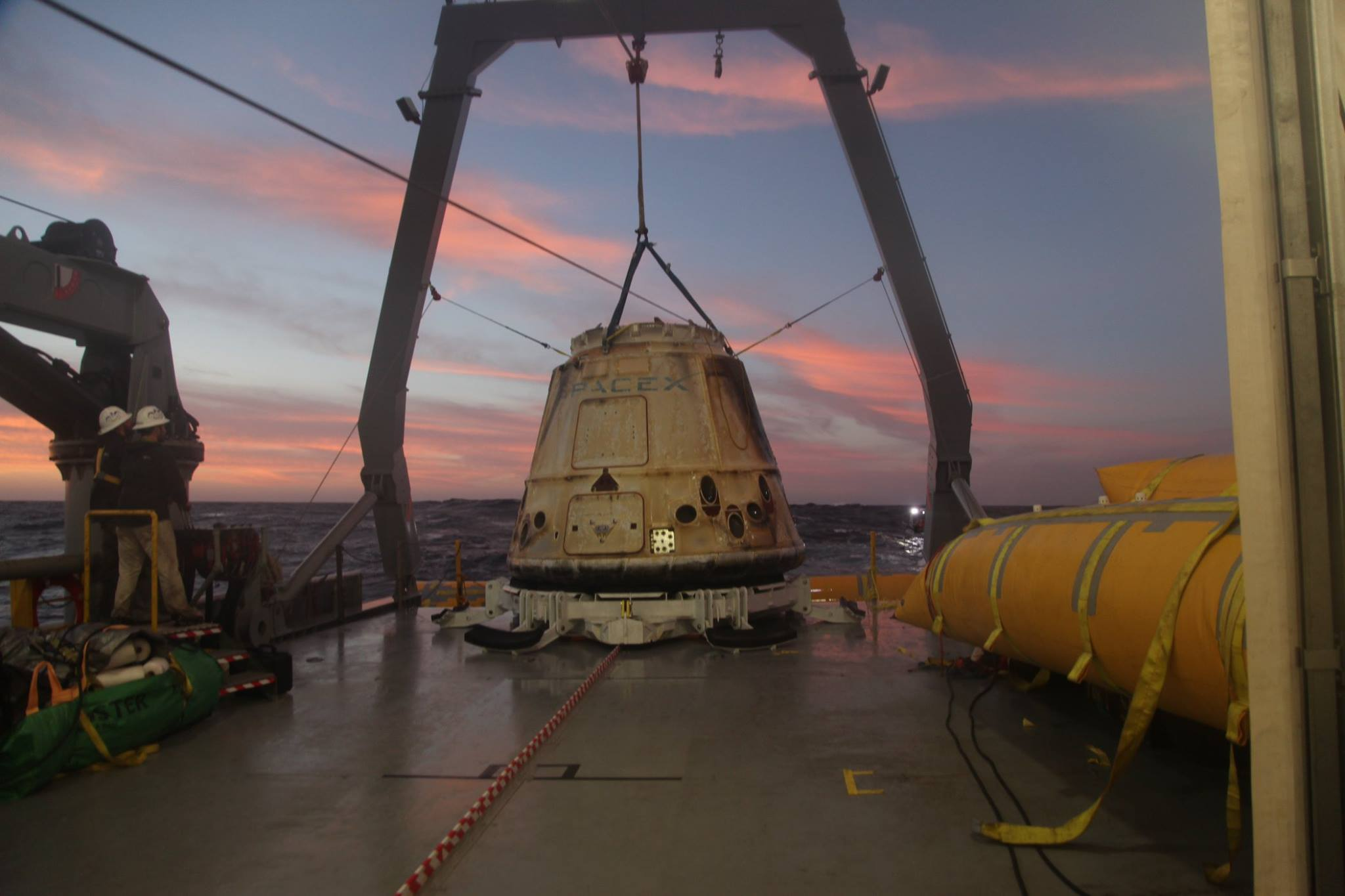
Kapsuła powrotna statku Dragon po wyciągnięciu z wody